# Ischnura pruinescens
Ischnura pruinescens – gatunek ważki z rodziny łątkowatych (Coenagrionidae).